# ミッドパシフィックエア
ミッドパシフィックエア（Mid Pacific Air）は、かつて存在したアメリカ合衆国の航空会社である。
ハワイ州ホノルル市を拠点にアメリカ合衆国内での航路を運行していたが、1995年をもって廃業した。

## 概要

### 運航開始
1981年に運行を開始し、ホノルル国際空港をハブ空港として、ハワイ島、マウイ島等のハワイ州内に多くの路線を持っていた。特に、ホノルルとハワイ諸島の主要都市間で日本航空機製造YS-11型機を用いた多頻度のシャトル便運航を行っていた。その後フォッカー F28を導入するなど機材更新を進めた。

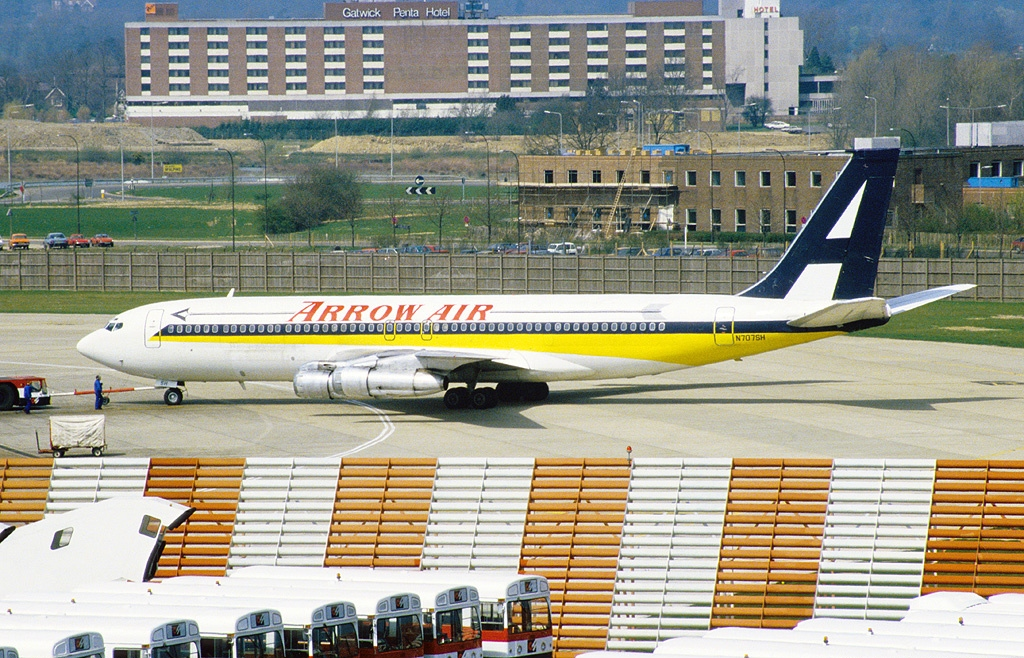
ミッド・パシフィック・アローのボーイング707

また、アロー航空から乗務員込みでリースしたボーイング707型機を使い「ミッドパシフィック・アロー」のブランド名で、ハワイとパゴパゴ国際空港や、アメリカ合衆国本土西海岸のバーバンク空港やジョン・ウェイン空港等との間でも広範囲に定期便サービスを展開していた。

### ハワイ撤収
いずれの路線にしても格安運賃が売りであったが、最大の競争相手であるハワイアン航空やアロハ航空との競争激化を受けて、1988年にハワイを拠点とした運航を停止し、インディアナ州ラファイエットに拠点を移し、貨物便の運行や他社便運航などを行っていたが、1995年に運航を停止した。

## 運航していた機材

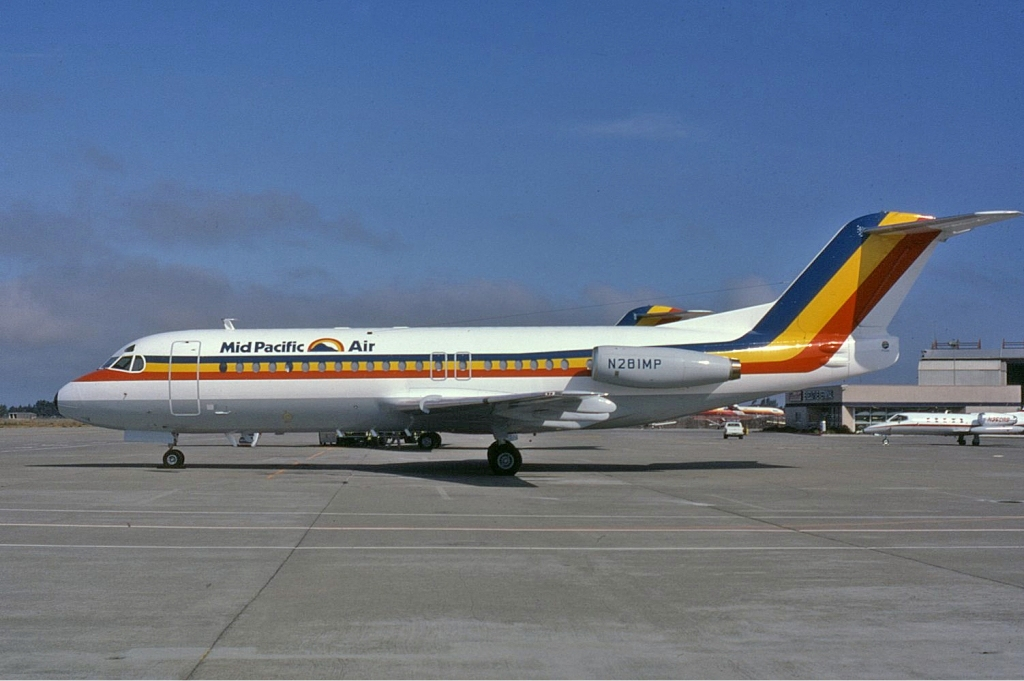
F28-4000

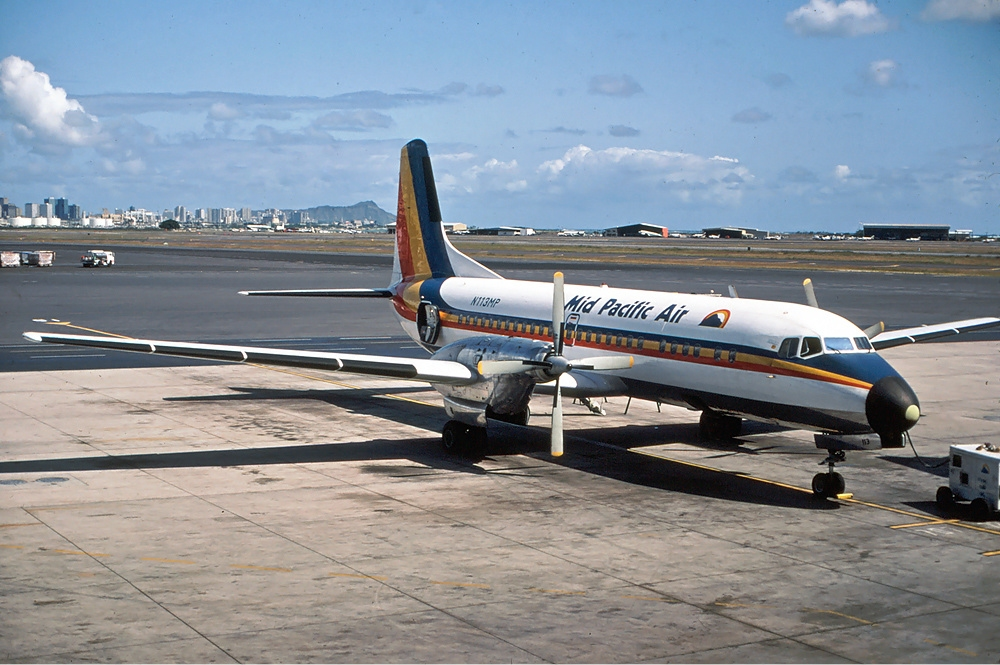
YS-11A-659

- 日本航空機製造YS-11
- フォッカー F28
- BAe 146
- ボーイング707